# 菅原道真

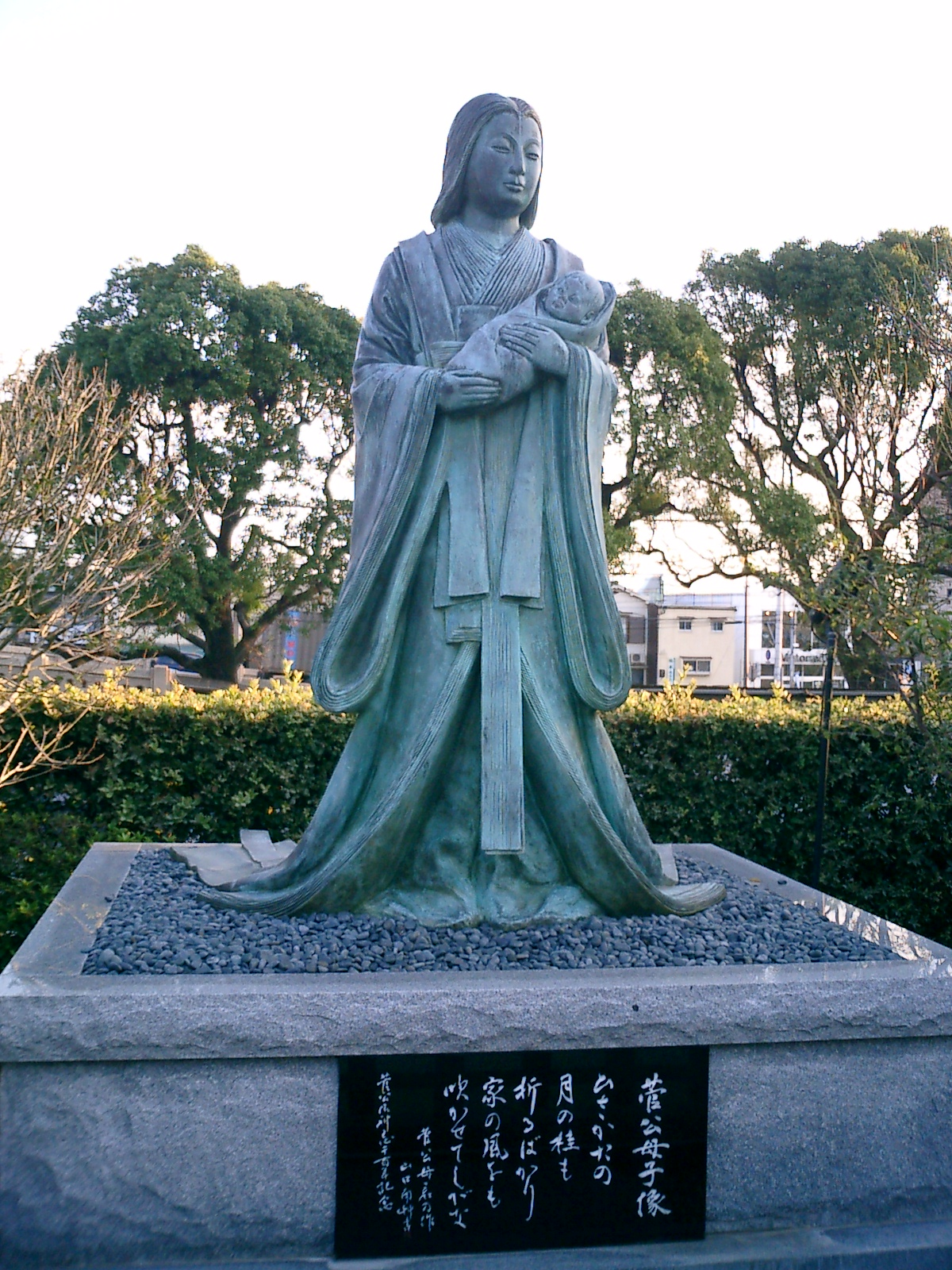
菅公母子像
須磨綱敷天滿宮（神戶市）

菅原道真（日语：／ Sugawara no Michizane，845年8月1日—903年3月26日）是日本平安時代的學者、詩人、政治家。擅於漢詩、被日本人尊為“學問之神”（相對地，日本傳統文化中的武神則是坂上田村麻呂）。33岁時，任文章博士。醍醐天皇時晉為右大臣、但受到左大臣藤原時平的讒言、被貶到九州大宰府擔任大宰權帥（大宰府副統帥），後抑鬱以終，傳說化為怨靈，被後人尊稱為「天滿天神」、「火雷天神」。

## 家系
父親是菅原是善、母出自伴氏（名不詳）。從道真的祖父菅原清公那一代開始將姓從土師改成菅原。祖父與父親都曾經是文章博士、為朝廷的名士。母方的伴氏出自古代的大伴氏，因避淳和天皇的名諱而從大伴改為伴姓，族人中大伴旅人和大伴家持皆是著名的詩人。
道真的妻子正室是島田宣來子（島田忠臣的女兒）。長子是菅原高視和其他多名子女。子孫亦多為著名的學者。高視的曾孫、道真第五代孫菅原孝標，他的女兒是《更級日記》的作者。

## 生涯
道真年幼時即長於詩歌，貞觀四年（862年），18歳的他成為文章生。貞觀九年（867年），菅原道真成為文章得業生，敘任正六位下下野權少掾。貞觀十二年（870年）升任正六位上，隔年轉任玄蕃助，不久，再遷任少内記；貞觀十六年（874年）升任從五位下的兵部少輔，後遷任民部少輔。貞觀十九年（877年）擔任式部少輔，同年10月，改元元慶，兼任文章博士；元慶三年（879年），升為從五位上。元慶七年（883年），他兼任加賀權守、治部權大輔；仁和二年（886年）1月，菅原道真被任命為讚岐守，前往四國讚岐任官，至到寬平二年（890年）任滿回京。
之後他深受宇多天皇的信任，開始擔任重要職務，當時天皇為了牽制當道的外戚藤原氏，而重用道真。寬平三年（891年）2月，他補任藏人頭的官位，後兼任式部少輔與左中辨。寬平四年（892年）1月，升任從四位下，並於同年年底兼任左京大夫；寬平五年（893年）2月，47歲的菅原道真補任參議一職，並兼任式部大輔，後因兼任左大辨、勘解由長官、春宮亮，而免去式部大輔的職務。寬平六年（894年）8月，他被任命為遣唐大使，但在道真的建議下，當時的日本朝廷廢止了遣唐使的職務，同年12月，菅原道真兼任侍從。
寬平七年（895年），他兼任近江守一職，後升任從三位權中納言，兼任春宮權大夫；其長女衍子成為宇多天皇的女侍。寬平八年（896年）8月，他兼任民部卿；寬平九年（897年），他的女兒和宇多天皇之子齊世親王結婚，同年6月，道真升任權大納言，兼任右近衛大將；7月，宇多天皇讓位與醍醐天皇，醍醐天皇繼續重用他，將他升任為正三位，並兼任中宮大夫；在當時只有藤原時平與他擁有“官奏執奏”（又稱為「內覽」）的特權。

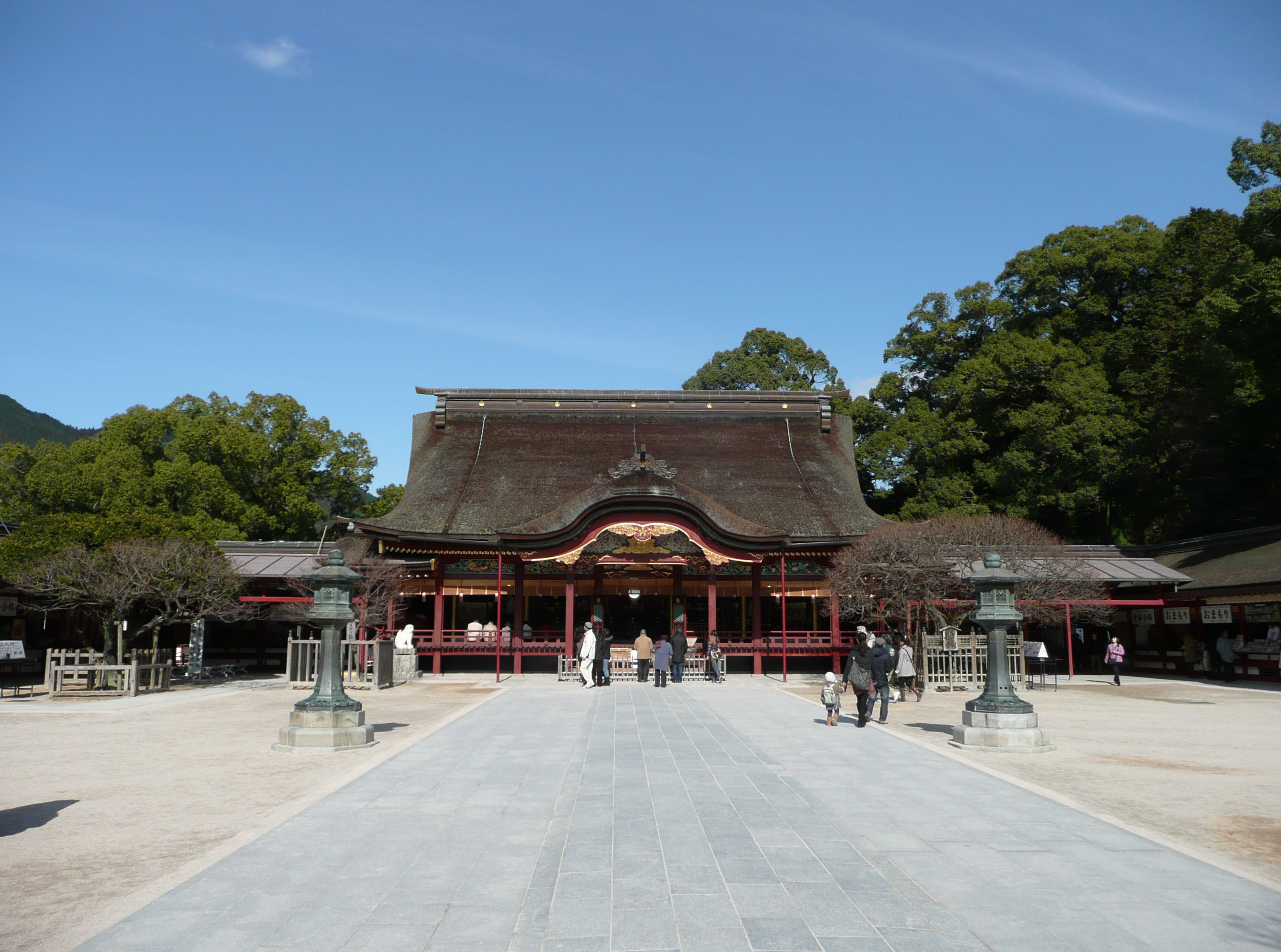
太宰府天滿宮

梅紋，道真和天滿宮的符號

醍醐天皇即位後，道真一直晉昇，但對於道真掌權感到威脅的藤原氏開始有所行動，以及中下層貴族中對道真的政治改革感到不安者亦所在多有，於是雙方結合謀圖對付菅原道真；昌泰二年（899年），道真升任為右大臣並兼任右近衛大將。昌泰三年（900年），文章博士三善清行建議道真應該知足退隱享受人生之樂，但不被道真接受。昌泰四年（901年），他升任從二位，但卻被誣告意圖幫助齊世親王篡奪皇位因而獲罪，被貶為大宰權帥，流放至九州大宰府。宇多上皇聞訊意圖阻止但未能成功。以長子菅原高視為首的四名子女皆被處以流刑（是為昌泰之變）。
延喜三年二月二十五日（903年3月26日）道真公於太宰府病逝，享年五十八歲。並安葬於當地（今福岡縣太宰府天滿宮）。

## 歷任官職
※日期為陰曆
- 862年（貞觀4年）5月17日、成為文章生。
- 867年（貞觀9年）1月7日、成為文章得業生。　
  - 2月29日、敘任正六位下、下野權少掾。
- 870年（貞觀12年）9月11日、昇任正六位上下野權少掾如元。
- 871年（貞觀13年）1月29日、轉任玄蕃助。　　
  - 2月2日、遷任少內記。
- 874年（貞觀16年）1月7日、昇任從五位下。　　
  - 1月15日、任官兵部少輔。　
  - 2月29日、轉任民部少輔。
- 877年（元慶元年）1月15日、遷任式部少輔。　　
  - 10月18日、兼任祖傳官位文章博士。
- 879年（元慶3年）1月7日、昇任從五位上式部少輔・文章博士如元。
- 883年（元慶7年）1月11日、兼任加賀權守。　　
  - 4月、兼任治部權大輔。
- 886年（仁和2年）1月16日、前往四國就任讚岐守。
- 890年（仁和6年）、任滿讚岐守回京都。
- 891年（寬平3年）2月29日、補任藏人頭。　　
  - 3月9日、兼任式部少輔。　　
  - 4月11日、兼任左中辨。
- 892年（寬平4年）1月7日、昇任從四位下。藏人頭・式部少輔・左中辨如元。　　
  - 12月5日、兼任左京大夫。
- 893年（寬平5年）2月16日、補任參議。兼式部大輔。　　
  - 2月22日、兼左大辨。除式部大輔一職。　　
  - 3月15日、兼任勘解由長官。　　
  - 4月1日、兼春宮亮。
- 894年（寬平6年）8月21日、補任遣唐大使。　　
  - 9月30日、停止遣唐使。　　
  - 12月15日、兼任侍從。
- 895年（寬平7年）1月11日、兼任近江守。　　
  - 10月26日、昇任從三位、轉任權中納言。　　
  - 11月13日、兼任春宮權大夫。
- 896年（寬平8年）8月28日、兼任民部卿。
- 897年（寬平9年）6月19日、轉任權大納言、兼右近衛大將。　　
  - 7月13日、昇任正三位、權大納言・右近衛大將如元。　　
  - 7月26日、兼職中宮大夫。
- 899年（昌泰2年）2月14日、轉任右大臣、右近衛大將如元。
- 901年（昌泰4年）1月7日、昇任從二位、右大臣・右近衛大將如元。　　
  - 1月25日、貶至九州為大宰權帥。
- 903年（延喜3年）2月25日、逝世。

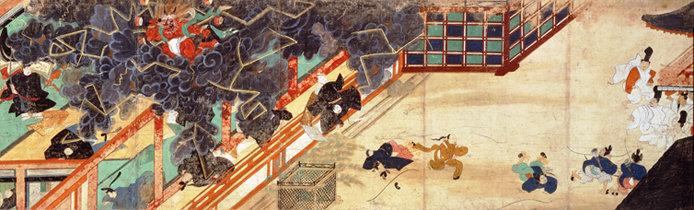
《北野天神緣起繪卷》中描绘的清涼殿落雷事件

- 923年（延喜22年）4月20日、回復為右大臣、追贈正二位。
- 993年（正曆4年）5月20日、追贈正一位左大臣。　　
  - 閏10月20日、追贈太政大臣。

## 事蹟與作品
他將自己所著的詩和散文集結成《菅家文草》全12巻（900年）、在太宰府時的作品結集成《菅家後集》（903年左右）、另編著有《類聚國史》。
詩歌集《菅家御集》經考證則有後世偽作的嫌疑。《新撰萬葉集》傳為道真所作，但據考應為後人託付。《古今和歌集》中有節錄他所著2首和歌。
他亦是六國史之一《日本三代實錄》的編者、於左遷之後的901年（延喜元年）8月完成。
從其祖父時代開始經營的私塾菅家廊下其中出了不少傑出門生，往後歷任至朝廷要職者有100人。

### 和歌

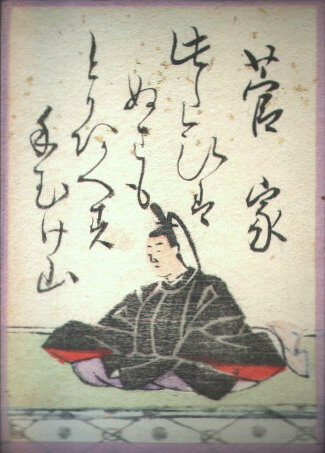
《百人一首》 菅家（菅原道真）

- 此の度は  幣も取り敢へず  手向山  紅葉の錦  神の随に（這首歌包含在小倉百人一首內）[6]

譯：此去未能執幣而獻，唯手向山如錦紅葉，隨神之側。／此旅行急促　未得備妥獻御幣　此是手向山　當以紅葉零似錦　奉神隨意納誠情
- 海ならず  湛へる水の  底までに  清き心は  月ぞ照らさむ　[7]

譯：水深似海亦映月，丹心終可見光輝。
- 東風吹かば  にほひおこせよ  梅の花  主なしとて  春を忘るな（收錄於『拾遺和歌集』。後世寫成「春な忘れそ」）[8]

譯：東風若吹起，致使庭香乘風來，吾梅從失主，亦勿忘春日。

### 漢詩
菅原道真公自小即受漢學薰陶，因此他也擅於詩，以下詩歌便是其所作。
 《月夜見梅花》 
|  | 月耀如晴雪，梅花似照星。 可憐金鏡轉，庭上玉房馨。 |

昌泰三年（900年）道真公於重陽宮廷御宴上作《秋思》一詩  
|  | 丞相度年幾樂思，今宵觸物自然悲。 聲寒絡緯風吹處，落葉梧桐雨打時。 君富春秋臣漸老，恩無涯岸報尚遲。 不知此意何安慰，飲酒聽琴又詠詩。 |

延喜元年（901年）作《九月十日》七絕  
|  | 去年今夜侍清涼，秋思詩編獨斷腸。 恩賜御衣今在此，捧持每日拜餘香。 |

## 死後
道真死後，京都陸續出現多種異相，先是醍醐天皇的皇子一一病死。後來在皇宮的清涼殿更遭遇雷擊，造成多名死傷者。朝廷對此相當驚恐，認為是道真的怨靈在作祟，因此赦免道真的罪名並追贈官位。道真之子也被解除流放之刑召喚回京都。923年陰曆4月20日，將其從二位太宰權帥回復為正二位右大臣之官位、993年追贈正一位左大臣、同年追贈為太政大臣。據傳當時陷害道真的藤原時平之後斷了子嗣（其實藤原時平次子藤原顯忠死時60多歲，有四個兒子），但相反地，對道真友好的藤原時平之弟藤原忠平，其子孫則成了藤原氏的大宗。
清涼殿落雷事件以後，醍醐天皇因為害怕道真的怨靈化身為雷神，為了祭拜「火雷天神」而在京都的北野興建了北野天滿宮。之後道真成了「天神信仰」的一部份，並逐漸普及到日本全國，道真生前因是傑出的學者和詩人，因此被當成學問之神來敬拜。同時也被認為是日本三大怨靈之一，另外兩怨靈為崇德天皇和武士平將門。
江戶時代時以昌泰之變為題材的戲劇，《天神記》、《菅原傳授手習鑑》、《天滿宮菜種御供》等一一上演、特別是《菅原傳授手習鑑》在「人偶劇淨瑠璃」和歌舞伎的表演相當賣座、成為義太夫狂言三大名作之一。現在仍是反復上演的節目。
近代，尤其是第二次世界大戰之前，道真被認為是皇室的忠臣。1928年講談社出版的雜誌 （King），有一篇模仿菅原道真事蹟「恩賜御衣今在此，捧持每日拜餘香」的句子被改寫成「坊主吽子今在此，捧持每日拜餘香」（坊主：和尚，吽子：大便），結果當時人在伊香保溫泉的講談社社長野間清治因此受到不滿人士的攻擊。

## 其他逸事
- 據傳道真素有胃疾，他胃痛時常以一塊加熱過的石頭放在肚子上以減輕不適。
- 在現今大阪市東淀川區有「淡路」、「菅原」的地名、據說是道真被貶謫至大宰府途中經過時，誤認當地為淡路島之故。

## 相關事物
- 天滿宮
- 赤兵子天神

## 流行文化
- 《少年陰陽師》：日本輕小說，結城光流著，以怨靈方式登場騷擾王室。
- 《咒術迴戰》：日本動漫，其中主要角色五条悟和乙骨憂太為其後裔。
- 《大神傳 ～小小太陽～》：日本電玩，為主要反派角色之一。
- 《流浪神差》：日本動漫，為學問之神
- 《靈異教師神眉》：日本動漫，在《NEO》篇作為驅逐疫病的關鍵角色。
- 《鬼燈的冷徹》：日本動漫，作中被提及死後心生怨念造成清涼殿雷擊的主事者。

## 外部連結
- 菅家文草 （页面存档备份，存于） 大日本史列傳：菅原道真 （页面存档备份，存于）
- 山陰亭 （页面存档备份，存于）
- 能面 長澤重春能面集：天神